# Stade Queenstown
Le Stade Queenstown (en anglais : Queenstown Stadium, en malaisien : Stadium Queenstown, en chinois : 女皇镇体育场, et en tamoul : குவீன்ஸ்டவுன் ஸ்டேடியம்), est un stade omnisports singapourien, principalement utilisé pour le football et l'athlétisme, situé dans le quartier de Queenstown, dans le sud de Singapour.
Le stade, doté de 3 400 places et inauguré en 1970, sert d'enceinte à domicile au club de football des Lion City Sailors.

## Histoire
Auparavant connu sous le nom de Queenstown Sport and Recreation Centre, le stade pouvait accueillir 5 000 spectateurs entre 1970 et 2012, année de la rénovation du stade, où les gradins sont ramenés à 3 800 places assises.
Il ouvre ses portes au public entre 4h30 et 21h30.

## Transports
Le stade se situe à 10 minutes à pied de la station de métro Queenstown sur la East West line.